# Јевгениј Борисов
Јевгениј Валерјевич Борисов (рус. Евгений Валерьевич Борисов; Климовск, Московска област, СССР, 7. март 1984) је руски атлетичар, специјалиста за трчање преко препона на 60 м препоне и 110 м препоне
На Европском првенству у Гетеборгу, се није квалификовао за полуфинале. У 2008. је освојио бронзу на 60 м препоне на Светском првенству у дворани у Валенсији, и квалификовао за Летње олимпијске игре 2008. у Пекингу, где је испао у квалификацијама.
Године 2009. је био на Европском првенству у дворани у Торину на 60 м препоне био пети, а на Светском првенству у Берлину где је испао у полуфиналу.
У 2010. учествовао је на Светском првенству у дворани у Дохи и био четврти.
Борисова тренира Игор Арабадсшев у АК Динамо из Москве.